# Zespół Zanca
Zespół Zanca (ang. Zanca syndrome) – genetycznie uwarunkowany zespół, jeden z wariantów polipowatości rodzinnej charakteryzujący się występowaniem mnogich polipów o typie gruczolaków w jelicie grubym oraz wyrośli chrzęstnokostnych kości długich oraz kręgosłupa. 
Zespół został po raz pierwszy opisany w 1956 roku przez amerykańskiego lekarza Petera Zancę. Pierwotnie opisano jeden przypadek, natomiast w 1989 roku opisano dodatkowo jedną japońską rodzinę. 
Postępowanie w zespole Zanca jest identyczne jak w innych postaciach rodzinnej polipowatości gruczolakowatej. 